# غرامجان (مقاطعة تشالوس)
غرامجان (بالفارسية: گرامجان) هي قرية تقع في قسم كلارستاق الشرقي الريفي (مقاطعة تشالوس) في إيران. يقدر عدد سكانها بـ 1,549 نسمة .